# Demetrius Price
Demetrius Price, även känd som Demetreus, född 2 januari 1968 från Kalifornien, USA, är en svensk-amerikansk sångare.
Han blev känd 1999 när han medverkade med två låtar på Christian Falks album Quel Bordel. En av dem, "Make It Right", blev även singel och nådde som bästa listplacering nr 8 på Billboard-listan den 6 november 1999